# Jindřich Brabec
Jindřich Brabec (Praga, 25 maggio 1933 – Praga, 5 luglio 2001) è stato un compositore, arrangiatore, musicista, scrittore e giornalista musicale cecoslovacco naturalizzato ceco. Dopo la laurea ha insegnato violino, pianoforte e direzione d'orchestra presso la Scuola Pedagogica di Kroměříž. Come giornalista e scrittore il suo interesse si è rivolto soprattutto alla musica popolare cecoslovacca. È stato autore di canzoni di successo (tra cui le celeberrime Malovaný džbánku e Modlitba pro Martu) dei principali interpreti della scena musicale cecoslovacca degli anni '60 e '70.